# Deutscher Filmpreis de la meilleure actrice
Le Deutscher Filmpreis de la meilleure actrice est une catégorie de prix des Deutscher Filmpreis et récompense la meilleure actrice (anciennement Meilleure performance féminine).
De la fin des années 1960 à 1996, la catégorie a été remplacée par le prix de la Meilleure performance, sans distinction entre les rôles principaux et de soutien.
Depuis 1997, les prix sont à nouveau séparés en rôles principaux et secondaires.

## Lauréates

### Années 1950
- 1954 : Ruth Leuwerik pour le rôle de Luise von Bolin dans Geliebtes Leben (de)
- 1955 : Therese Giehse pour le rôle d'Elfriede Bergmann dans Des enfants, des mères et un général (Kinder, Mütter und ein General)
- 1956 : Lilli Palmer pour le rôle de Melanie dans Le Diable en personne (Teufel in Seide)
- 1957 : Lilli Palmer pour le rôle de Anna Anderson dans Anastasia, la dernière fille du tsar (Anastasia, die letzte Zarentochter)
- 1958: Liselotte Pulver pour le rôle de Franziska Comtesse von und zu Sandau dans L'Auberge du Spessart (Das Wirtshaus im Spessart)
- 1956 : non attribué

### Années 1960
- 1960 : Nadja Tiller pour le rôle de Georgia Gale dans À bout de nerfs (Labyrinth)
- 1961 : Hilde Krahl pour le rôle de Sarah Churchill dans A Glass of Water (en)
- 1962 : Vera Tschechowa pour le rôle de Ulla Wickweber dans Le Pain des jeunes années (Das Brot der frühen Jahre)
- 1963 : Elisabeth Bergner pour le rôle de Mme Thorwald dans Les Années heureuses (de) (Die glücklichen Jahre der Thorwalds)
- 1964 : Mira Stupica pour le rôle de Miroslava dans Herrenpartie
- 1965 : Jana Brejchová pour le rôle de Božena dans Das Haus in der Karpfengasse
- 1966 : Sabine Sinjen pour le rôle de Hilke Pohlschmidt dans Es
- 1967 : Alexandra Kluge pour le rôle d'Anita dans Anita G. (Abschied von gestern)
- 1968 : Thekla Carola Wied pour le rôle d'Hanna dans Spur eines Mädchens (en)

### Années 1990
- 1997 : Sylvie Testud pour le rôle de Lara dans Au-delà du silence (Jenseits der Stille)
- 1998 : Katja Riemann pour le rôle d'Hella Moormann dans Die Apothekerin et d'Emma dans Bandits
- 1999 : Juliane Köhler pour le rôle de Lilly Wust dans Aimée et Jaguar

### Années 2000
- 2000 : Hannelore Elsner pour le rôle d'Hanna Flanders dans L'Insaisissable (Die Unberührbare)
- 2001 : Katrin Sass pour le rôle d'Heidi M. dans Heidi M.
- 2002 : Martina Gedeck pour le rôle de Martha Klein dans Chère Martha (Bella Martha)
- 2003 : Hannelore Elsner pour le rôle de Marie dans Mein letzter Film
- 2004 : Sibel Kekilli pour le rôle de Sibel Güner dans Head-On (Gegen die Wand)
- 2005 : Julia Jentsch pour le rôle de Sophie Scholl dans Sophie Scholl : Les Derniers Jours
- 2006 : Sandra Hüller pour le rôle de Michaela Klingler dans Requiem
- 2007 : Monica Bleibtreu pour le rôle de Traude Krüger dan Quatre Minutes
- 2008 : Nina Hoss pour le rôle de Yella Fichte dans Yella
- 2009 : Ursula Werner pour le rôle d'Inge dans Septième Ciel (Wolke 9)

### Années 2010
- 2010 : Sibel Kekilli pour le rôle d'Umay dans L'Étrangère (Die Fremde)
  - Corinna Harfouch pour le rôle de Maggie dans This Is Love
  - Susanne Lothar pour le rôle de la sage-femme dans Le Ruban blanc : Eine deutsche Kindergeschichte (Das weiße Band – Eine deutsche Kindergeschichte)
  - Birgit Minichmayr pour le rôle de Gittie dans Everyone Else (Alle anderen)
- 2011 : Sophie Rois pour le rôle d'Hanna dans Trois (Drei)
  - Bernadette Heerwagen pour le rôle de Laura Kuper dans Les Jours à venir (Die kommenden Tage)
  - Lena Lauzemis pour le rôle de Gudrun Ensslin dans Qui, à part nous (Wer wenn nicht wir)
- 2012 : Alina Levshin pour le rôle de Marisa dans Guerrière (Kriegerin)
  - Sandra Hüller pour le rôle de Martha Sabel dans Über uns das All
  - Steffi Kühnert pour le rôle de Simone Lange dans Pour lui (Halt auf freier Strecke)
- 2013 : Barbara Sukowa pour le rôle d'Hannah Arendt dans Hannah Arendt
  - Martina Gedeck pour le rôle de la femme dans Le Mur invisible (Die Wand)
  - Birgit Minichmayr pour le rôle de Maria dans La Grâce (Gnade)
- 2014 : Jördis Triebel pour le rôle de Nelly dans De l'autre côté du mur (Westen)
  - Carla Juri pour le rôle d'Helen Memel dans Zones humides (Feuchtgebiete)
  - Juliane Köhler pour le rôle de Katrine Evensen Myrdal dans D'une vie à l'autre (Zwei Leben)
- 2015 : Laia Costa pour le rôle de Victoria dans Victoria
  - Nina Hoss pour le rôle de Nelly dans Phoenix
  - Katharina Marie Schubert pour le rôle d'Anna dans Ein Geschenk der Götter (de)
- 2016 : Laura Tonke pour le rôle d'Hedi Schneider dans Hedi Schneider steckt fest (de)
  - Rosalie Thomass pour le rôle de Marie dans Fukushima mon amour (Grüße aus Fukushima)
  - Jördis Triebel pour le rôle de Tessa dans Ein Atem
- 2017 : Sandra Hüller pour le rôle de Winfried Conradi / Toni Erdmann dans Toni Erdmann
  - Julia Jentsch pour le rôle d'Astrid dans 24 Wochen
  - Lilith Stangenberg pour le rôle de Lili dans Sauvage (Wild)
- 2018 : Marie Bäumer pour le rôle de Romy Schneider dans Trois Jours à Quiberon (3 Tage in Quiberon)
  - Diane Krüger pour le rôle de Katja Sekerci dans In the Fade (Aus dem Nichts)
  - Kim Riedle pour le rôle d'Angie dans Back for Good
- 2019 : Susanne Wolff pour le rôle de Rike dans Styx
  - Aenne Schwarz pour le rôle de Janne dans Comme si de rien n'était (Alles ist gut)
  - Luise Heyer pour le rôle de Liv dans Das schönste Paar (Un si beau couple)

### Années 2020
- 2020 : Helena Zengel pour le rôle de madame Bafané dans Benni (Systemsprenger)
  - Anne Ratte-Polle pour le rôle de Marion Bach dans Es gilt das gesprochene Wort
  - Alina Șerban pour le rôle d'Ali dans Gipsy Queen
- 2021 : Maren Eggert pour le rôle d'Alma dans I'm Your Man (Ich bin dein Mensch)
  - Saskia Rosendahl pour le rôle de Cornelia dans Fabian (Fabian oder der Gang von die Hunde)
  - Luna Wedler pour le rôle de Maxi Baier dans Je suis Karl
- 2022 : Meltem Kaptan pour le rôle de Raboye Kurnaz dans Rabiye Kurnaz contre George W. Bush (Rabiye)
  - Ursula Strauss pour le rôle de Monika dans Le Prince
  - Sara Fazilat pour le rôle de Nico dans Nico
  - Saskia Rosendahl pour le rôle de Christin dans Niemand ist bei den Kälbern